# Founzan (département)
Cet article concerne département et la commune rurale. Pour le village chef-lieu, voir Founzan.
Founzan est un département et une commune rurale de la province du Tuy, situé dans la région des Hauts-Bassins au Burkina Faso.
En 2006, le dernier recensement comptabilise 32 486 habitants.

## Villages
Le département et la commune rurale de Founzan est administrativement composé de quinze villages, dont le village chef-lieu homonyme :
- Banéré
- Batiéné
- Bonzan
- Fing
- Founzan, chef-lieu
- Kouloho
- Kovio
- Lobouga
- Lollio
- Nahi
- Pana
- Sambion
- Sanéba
- Yéhoun
- Yerfing